# Ludwig van (Film)
Ludwig van ist ein neunzigminütiger Schwarzweiß-Film zum 200. Geburtstag Ludwig van Beethovens von Mauricio Kagel, der im Auftrag des Westdeutschen Fernsehens zwischen 1969 und 1970 entstand. Erstmals am 28. Mai 1970 bei den Wiener Festwochen uraufgeführt wurde er am 1. Juni 1970 im Westdeutschen Fernsehen gezeigt.

## Beschreibung

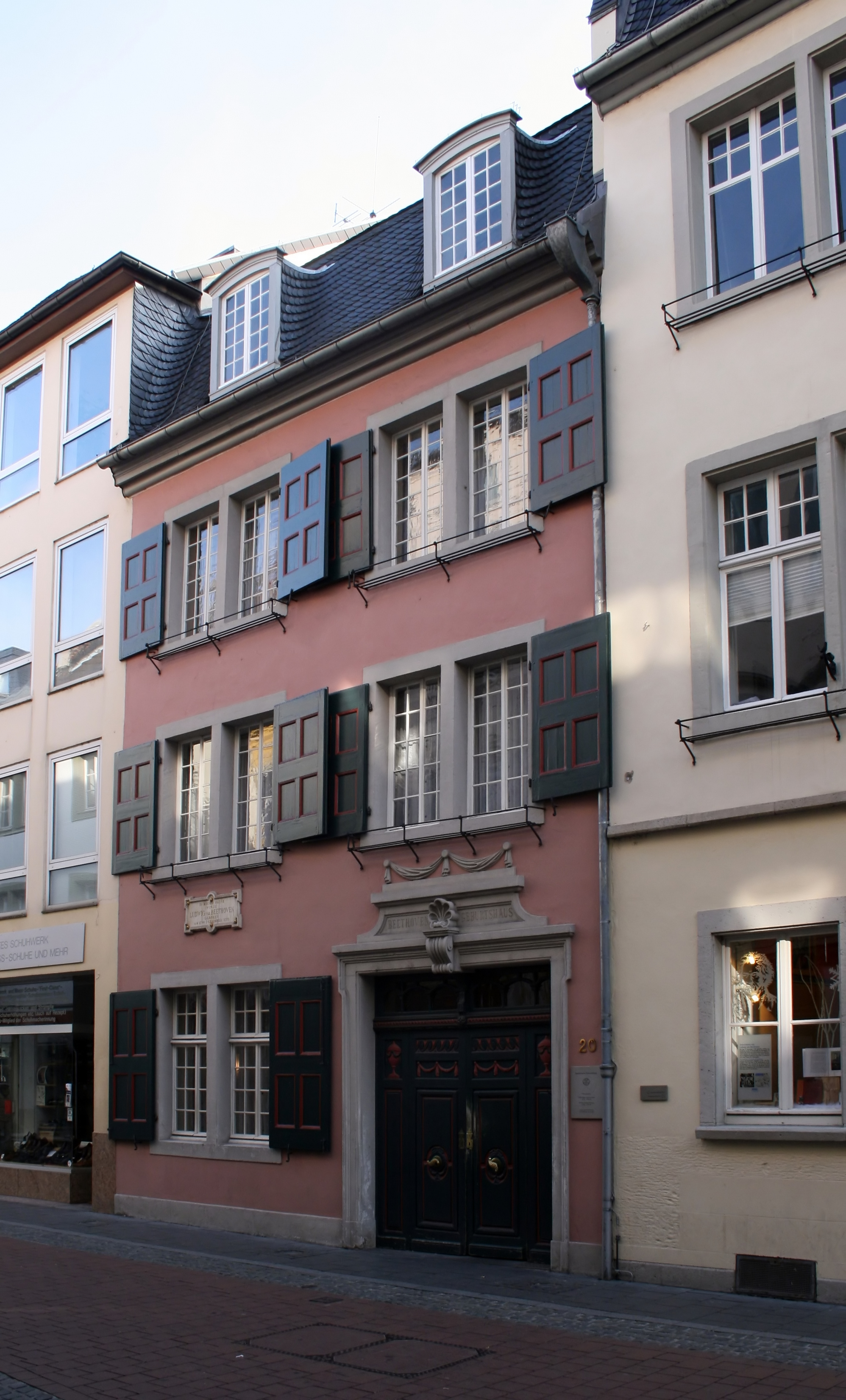
Beethovens Geburtshaus in der Bonngasse

Der Film besteht aus zwei Teilen. Im ersten Teil besucht Beethoven, dargestellt von dem in historisch-nachempfundener Garderobe des ausgehenden 18. Jahrhunderts gekleideten Kameramann, das Bonn der 1960er Jahre. Mit dem Zug in Bonn angekommen, flaniert dieser zunächst zwischen Sehenswürdigkeiten, auch seiner eigenen Person, umher, bis er in einer Einkaufsstraße in einem Schallplattengeschäft seine für das bevorstehende Beethoven-Jahr ausgelegten Werke entdeckt und betrachtet. Er flaniert weiter zu seinem Geburtshaus, das mittlerweile ein Museum, das Beethoven-Haus, geworden ist. Beethoven betritt das Haus und wird von einem Museumsführer, der, wie Kagel sagt, „eine frappierende Ähnlichkeit mit einem anderen deutschen Führer unseligen Andenkens“ besitzt, durch ein imaginäres Beethoven-Haus geführt, das Kagel von Künstlern der damaligen Kölner Kunstszene und Vertretern der deutschen Fluxus-Bewegung erstellen ließ. Die Gestaltung des Badezimmers übernahm Dieter Roth, das Wohnzimmer und den Garten Ursula Burghardt, das Kinderzimmer Stefan Wewerka und Robert Filliou die Rumpelkammer.
Beethoven, beziehungsweise der Besucher, der durch die Sicht der Kamera vertreten ist, wird zunächst durch die Rumpelkammer geführt und befindet sich unvermittelt in der Küche des imaginären Beethoven-Hauses, woran sich die Besichtigung des Badezimmers anschließt. Der nächste Raum, durch den der Besucher geführt wird, ist das Wohnzimmer, wonach die Besichtigung des Kinderzimmers und das von Mauricio Kagel entworfene Musikzimmer folgt. Die Besichtigung des Hauses endet mit einem Blick in eine überfüllte Abstellkammer, „deren Inhalt sich beim öffnen der Tür vor die Füße Beethovens, des Fremdenführers, des Kameramanns und des Betrachters ergießt.“
Nach einer wilden Jagd im Garten des Hauses, in dem Wäsche und Blätter mit Texten auf Wäscheleinen aufgehängt sind, erreicht Beethoven die Rheinuferpromenade, betritt einen Rheindampfer, auf dem schattenhafte Musiker mit ihm Verstecken spielen.
Im zweiten Teil des Films werden kurze Sequenzen, in denen Kulturbeiträge, wissenschaftliche Sendungen sowie musikalische Fernsehauftritte parodiert werden, aneinander gereiht. Kagel konnte für diesen Teil Werner Höfer mit seinem Internationalen Frühschoppen gewinnen.

### Sequenz Nr. 17Beethovens Küche
Mauricio Kagel lud neben vielen anderen Künstlern, die teilweise mitspielten, teilweise die Räume des imaginären Beethoven-Hauses ausstatteten, auch Joseph Beuys ein, um sich an seinem Film Ludwig van zu beteiligen. Beuys steuerte die dreieinhalb-minütige Sequenz Beethovens Küche bei. Die Dreharbeiten fanden am 4. Oktober in Beuys’ Atelier und angrenzenden Hof am Drakeplatz 4, Düsseldorf, statt. Das Atelier von Beuys wurde von Beuys, nach einem Vorschlag von Kagel, zu einer fiktiven Küche eines imaginären Beethoven-Hauses umgewandelt und wurde für den ersten Teil des Films verwendet.
Beuys führte zwei Aktionen aus, die die Raum- und Objektinstallationen im Atelier einrahmten. Der Einstieg war die Aktion Brennender Gully, und den Abschluss bildete eine Aktion mit einer Totenmaske Napoleons. Die Sequenz beginnt mit einer Einstellung auf den brennenden Gully, aus dem Flammen lodern, und man hört den 1. Satz der 9. Sinfonie von Beethoven, gespielt vom Gesamtdeutschen Kammerorchester. Nach einer Minute erscheint als Schriftzug der Filmtitel „Ludwig van von Mauricio Kagel“, womit der Filmtitel erst in der fünfzehnten Minute erscheint. Nachdem der Titel ausgeblendet ist, beendet Joseph Beuys die Aktion, indem er den Deckel eines gusseisernen Bräters auf den Gully legt, womit er die Flammen erstickt.
Im weiteren Verlauf folgen in rascher Folge mehrere Einzelbilder von Situationen, die im Inneren des Ateliers stattfinden. Ein ruhiger Vertikalschwenk fährt über einzelne Objekte, die an der Wand lehnen oder hängen, bis der Fremdenführer stumm auf den Inhalt einer Vitrine deutet, die von Beuys nacheinander in drei verschiedenen Varianten eingerichtet wird. Während der Blick sich auf unterschiedliche Fläschchen und Trinkgefäße wendet, verstummt die 9. Sinfonie, und es ertönt ein undefinierbarer „öö-Gesang“, ausgerufen von Joseph Beuys, der im selben Moment mit langsamen Bewegungen am Fenster seines Ateliers im Atelierhof erscheint, das Gesicht mit der Totenmaske Napoléons bedeckt, und wieder rückwärtsgehend nach rechts aus dem Bild verschwindet. Damit schließt die Sequenz Beethovens Küche.

### Sequenz Nr. 31Toilette und Badezimmer des Beethoven-Hauses
Die Sequenz Nr. 31 spielt im Badezimmer einer Suite des Excelsior Hotels in Köln. Das Drehbuch beschreibt, dass etwa 100 Beethovenbüsten von Dieter Roth, in Schmalz oder Marzipan gegossen, im Badezimmer gelagert sind. Die Büsten seien so aufzustapeln, dass das Badezimmer nicht sofort als solches erkennbar ist, so sollten diese aus der mit Wasser gefüllten Badewanne herausquillen. Alle Büsten werden der Kamera gezeigt, dann schwenkt die Kamera zum Fenster. Draußen zerschlägt der Künstler Dieter Roth die Büsten, die zu ihm gebracht werden. Er gibt ein Statement zum Beethoven-Jahr ab.

## Hintergründe und weiterführende Informationen zum Film
Der Film Ludwig van wurde vom 23. September bis 9. Oktober 1969 in den WDR-Studios aufgenommen, in diesem Zeitraum fanden auch die Außenaufnahmen statt. Der Film ist nicht zu verwechseln mit einer Komposition gleichen Namens von Kagel, wiewohl diese mit dem Film in Zusammenhang steht. Die musikalische Komposition Ludwig van besteht aus einer Metacollage, deren Grundlage die Fotos der Notencollage in der Sequenz Nr. 21 Musikzimmer des Films bilden. Die Musik zum Film hat Kagel jedoch ausschließlich aus Werken von Ludwig van Beethoven selbst zusammengestellt. Kagel benutzte dazu bereits vorhandene Rundfunkaufnahmen, collagierte sie und bearbeitete sie teilweise elektronisch. Der Film besteht aus 35 Drehsequenzen und 18 Musikabschnitten. Im Exposé hob Kagel vor allem die unterschiedlichen Drehorte für die einzelnen Zimmer des imaginären Beethoven-Hauses hervor, dazu die Allgegenwärtigkeit und Alltäglichkeit der Beethovenschen Musik in allen Szenen des Filmes. Aus den Häusern und von den Straßen sollte Beethoven-Musik ertönen, aus dem Schiffslautsprecher auf dem Rhein ebenso wie aus den Massenmedien, das Exposé spricht von einer Beethoveniana.
In der Sequenz Streifzug B's (Nr. 3 bis 5) flaniert der als in voller B(eethoven)-Montur gekleidete Kameramann durch Bonn (und auch Köln, wo eine Sequenz in einem Plattengeschäft gedreht wird) zum – originalen – Beethoven-Haus. Kurz vor den Dreharbeiten wurde unerwartet die Straße vor dem Beethoven-Haus aufgerissen, dieser Umstand wurde in der Filmsequenz berücksichtigt.

## Die musikalische KompositionLudwig van
Der Film ist nicht zu verwechseln mit einer Komposition gleichen Namens von Kagel, obwohl diese mit dem Film im Zusammenhang steht. Die musikalische Komposition Ludwig van besteht aus einer „Metacollage“, deren Grundlage die Fotos der Notencollage in der Sequenz Nr. 21 Musikzimmer des Films bilden. Es handelt sich dabei ausschließlich um Kammermusikstücke von Beethoven, die in quasi aleatorischer Manier ohne zusätzliche Elektronik aber mit teils technischer Verfremdung von den ausführenden Musikern
- Carlos Feller, Bass
- William Pearson, Bariton
- Bruno Canino/Frederic Rzewski, Klavier
- Saschko Gawriloff/Egbert Ojstersek, Violine
- Gérard Ruymen, Bratsche
- Siegfried Palm, Violoncello

unter der Leitung von Mauricio Kagel dargeboten werden.
Von diesem Stück existiert eine LP-Aufnahme der Deutschen Grammophon (2530014). Die LP ist doppelseitig bespielt, auf dem Plattenetikett liest man jedoch den Hinweis: „Die Seiten 1 und 2 sind musikalisch austauschbar.“
Auf der Rückseite des Plattencovers ist das Kagel-Interview abgedruckt.

## Auszeichnungen
Ludwig van erhielt beim Adolf-Grimme-Preis 1971 eine lobende Anerkennung.